# 14
14 (XIV) je bilo navadno leto, ki se je po julijanskem koledarju začelo na ponedeljek.

## Dogodki
- Tiberij nasledi Gaja Avgusta Oktavijana kot imperator.

## Smrti
- Gaj Avgust Oktavijan, prvi rimski cesar (* 63 pr. n. št.)